# Octomeria minuta
Octomeria minuta är en orkidéart som beskrevs av Célestin Alfred Cogniaux. Octomeria minuta ingår i släktet Octomeria och familjen orkidéer. Inga underarter finns listade i Catalogue of Life.